# Braunlauf
Braunlauf är ett vattendrag i Belgien.   Det ligger i provinsen Liège och regionen Vallonien, i den östra delen av landet, 150 km sydost om huvudstaden Bryssel.
Omgivningarna runt Braunlauf är en mosaik av jordbruksmark och naturlig växtlighet. Runt Braunlauf är det ganska tätbefolkat, med 58 invånare per kvadratkilometer.